# Koani (Kati)
Koani è una circoscrizione mista (mixed ward) della Tanzania situata nel distretto di Kati, regione di Zanzibar Centro-Sud. Conta una popolazione di 3 091 abitanti (censimento 2012).